# 夕方 NMB48
『夕方 NMB48』（ゆうがた エヌエムビーフォーティーエイト）は、2015年10月8日に放送開始された公開バラエティ番組。『夕方NMB48+』への改題を経て、2023年3月16日まで開催されていた。
番組タイトルのロゴ表記は『夕方NMB48 (You Gotta NMB48)』。
本項では姉妹番組にあたる『夜方NMB48』『昼方NMB48+』についても記載する。

## 概要
NMB48のメンバーが多種多様なミニゲームや大喜利に挑戦する番組。NMB48の若手を主体としたメンバーが入れ替わりで6名出演している。
大阪「YES THEATER」からの公開生放送で、有料での番組観覧が行われている。
アイドル専門チャンネル「KawaiianTV」の番組として2015年10月8日に放送開始。隔週木曜日に1時間番組として生放送されていた。ニコニコチャンネル「KawaiianTV for ニコニコ」でも同時生配信されていたが、本番中はコメントについては触れられない。KawaiianTVでの放送終了後にニコニコチャンネルでの視聴者にのみ、出演したNMB48メンバーに対しての質問コーナーが行われていた(質問コーナーはニコニコチャンネル以外の媒体では放送されない)。
スピンオフ番組として、2016年9月29日から「夜方NMB48」、2018年7月26日から「ロケ方NMB48」がKawaiianTVで放送開始された。
KawaiianTVのサービス終了に伴い、2019年11月28日の放送分が最終回として行われたが、翌月の12月26日から番組タイトルを『夕方NMB48+』に改題して引き続き公開生放送されることが番組内で発表された。さらにネイビーズアフロMCで『昼方NMB48+』、NMB48メンバーのみで『夜方NMB48+』も実施されることが同日の「夜方NMB48」で発表された。
番組タイトル改題後の番組内容に大きな変更はなく、開催は月1回木曜日となり、「夕方NMB48+」の放送分は90分に拡大された。開催される週は決められておらず、開催の数日前に番組公式Twitterにて開催日時と出演メンバーが発表される。
2023年3月16日の開催分が最終回になることが3月13日に番組公式Twitterにて告知され、同日の放送をもって番組が終了。改題前のKawaiianTV時代から約7年半にわたる歴史に幕を閉じた。映像番組においては「NMBとまなぶくん（関西テレビ、2013年4月 - 2020年3月）」の7年間を上回り、2023年時点ではNMB48の冠番組で最長となっている。
最終回の番組内で、翌月の4月からカベポスターとダブルヒガシがMCのリニューアル番組が開始されることが発表された。
後に番組タイトルが「メラメラNMB48」「バチバチNMB48」と発表され、2023年4月13日から開催されている。 

## 放送媒体の変遷
当初はKawaiianTVで放送されていたが、閉局後は放送媒体を変えて放送されている。
「夜方NMB48」「昼方NMB48+」の放送が行われる時は、同日開催の「夕方 -」と同じ放送媒体で行われる。
| 番組名     | 放送期間                       | 放送媒体                                                 |
| ---------- | ------------------------------ | -------------------------------------------------------- |
| 夕方NMB48  | 2015年10月8日 - 2019年11月28日 | KawaiianTV                                               |
| 夕方NMB48+ | 2019年12月26日 - 2020年3月19日 | 新YNN NMB48 CHANNEL、大阪チャンネル公式YouTubeチャンネル |
| 夕方NMB48+ | 2020年4月16日 - 2020年10月29日 | 新YNN NMB48 CHANNEL                                      |
| 夕方NMB48+ | 2020年11月12日 - 2021年4月15日 | LINE LIVE-VIEWING                                        |
| 夕方NMB48+ | 2021年6月10日 - 2023年3月16日  | FANY Online Ticket                                       |

### アーカイブ配信
- 2017年8月から2019年11月に放送された「夕方NMB48」(#46-#101)、「夜方NMB48」(#08-#34)は後日大阪チャンネルでアーカイブ配信され、公開から一定期間配信が行われていた[5]。
- 「大阪チャンネル公式YouTubeチャンネル」で配信された「夕方NMB48+」(#01-#04)は、大阪チャンネルでアーカイブ配信が行われていた。（公開終了時期不明）
- 「新YNN NMB48 CHANNEL」で配信された「夕方NMB48+」(#01-#11)、「夜方NMB48+[注 3]」、「昼方NMB48+[注 3]」は、同媒体でアーカイブ配信されている。(2024年1月現在)

## 出演者
- NMB48 - 6名出演、うち1名がアシスタント[注 4]
- ロングコートダディ - 2021年4月よりMCとして出演
  - 兎 - 司会、ツッコミ担当。
  - 堂前透 - ボケ担当。

### 過去の出演者
- ダイアン (初回 - 2018年3月) 
  - 津田篤宏 - 司会、ツッコミ担当。よく怒る、いわゆるキレ芸。イジられキャラでもある為、大喜利のお題にもよく使われ、ダイアン西澤やNMBメンバーにもよくネタにされる。
  - 西澤裕介 - ボケ担当。城恵理子や林萌々香が自己紹介でしているパンチや須藤凜々花のビームなどは一切効かないが、罰ゲームなどでアイドル以上に怖がることが多い。
- 見取り図 (2018年4月 - 2021年3月) 
  - 盛山晋太郎 - 司会、ツッコミ担当。
  - リリー - ボケ担当

### 主なNMB48の出演メンバー
- 鵜野みずき(みぃーき) - いわゆる「不思議ちゃん」で、大喜利コーナーで意味不明な回答を連発したり、「たたいてかぶってジャンケンポン」のルールがわからずゲームが成立しなかったりする。受け答えが予測不能な事が多く、ダイアンとの変な化学反応も時々起こる。ダイアン西澤は鵜野が出演していない回でも「みぃーき」の名前を番組中でネタに一時期使っていた[注 5]。

- 黒川葉月(はーこ) - 第5回に出演したNMBのメンバーがコーナーの回答をメンバー同士で相談していた際に、ダイアン津田が話しかけても無視して相談を続けた事に津田が腹を立て、「(素直な性格の)はーこを呼んでくれ!」と言って以来、津田の推しメン(ひいきにしているメンバー)という事になっていた。
- 磯佳奈江(いそちゃん) - ダイアン西澤が「いそちゃん」という言葉の響きを気に入っている為、用件がないときでも「いそちゃん」を呼ぶことがある。第23回にMGPを受賞した際につけられたニックネームも「いそちゃん!!」だった[6]。西澤の推しメンという事にもなっている[注 6]。
- 井尻晏菜(あんたん) - 別番組(有吉反省会)で「すっぴんがものすごくブスなアイドル」というとり上げられ方で放送[7]をされて以来、この番組でもその事を時々ネタにされている。
- 石塚朱莉(あんちゅ) - 「クイズ!NMBランキング」のコーナーでよく1位に選ばれるが、その場合はろくなものがない。(あくまで観覧客のイメージの為、事実ではない事もある[注 7]。)

### 出入り禁止を通告されていたメンバー
MCが出演メンバーの言動が不適切と感じた際に、メンバーに出入り禁止と通告することがあった。この通告に実際に有効性があるかどうかは不明であったが、第25回以降は通告を受けたメンバーも出演している。
- 鵜野みずき(第13回[注 8]、第18回) - 意味不明な回答を連発したため。一度解除されたが、第18回に再びを受けた。
- ドラフト2期生(堀詩音、西仲七海、本郷柚巴、村中有基、安田桃寧、安藤愛璃菜)(第21回) - メンバー同士で口げんかを始めたため。
- 石塚朱莉(第22回) - ダイアン西澤と津田を間違えたため。
- 古賀成美(第82回) - 笑いが止まらず、脈が取れず、イントロクイズのサービス問題でお手つきをしたため。ＭＣが見取り図に代わってから初の出禁者となった[9]。第93回に出禁解除され「これからは出禁にならないように気をつけます」と語る[10]。

## 主なコーナー
番組のオープニングでは、劇場公演で行われているキャッチフレーズを用いた自己紹介を各メンバーが行う。番組開始後にグループに加入した5期生以降のメンバーが初出演する時は、MCへの自己PRを兼ねた特技披露を行う。
各コーナーで与えられたミッションをクリアした場合、番組特製のMCの顔写真がプリントされたグッズがメンバーに贈られる。
チームでの対抗戦を行う場合は特筆しない限り、アシスタントを除いた5名のうちの3名のチームと、残り2名にMC1名を加えたチームに分かれる。
目指せ!演技派女優 ダマしているのは誰だ!?
演技チームと回答チームに分かれ、演技チームが「臭いにおいをかぐ」「辛い食べ物を食べる」「電気を受ける」等のリアクションのある事に挑戦。1人は演技でリアクションをとっており、回答チームはそのメンバーが誰であるかを推測する。
お客さんが決めました!クイズ!NMBランキング
事前に観客へ行ったアンケートをもとに出演メンバー6名が順位付けされ、それが何のランキングであるかを推理する。必ずしも順位が高ければいいイメージとは限らない。
NMB調査!クイズ!私の数字はなんでしょう?
メンバー1名が自分にまつわる数字を発表。何を意味している数字なのかを他のメンバーが推測する。
イス取り選手権!てっぺんとったんで!
いわゆる椅子取りゲームであるが、椅子に座れなかったメンバーは即失格とはならず、勝ち残っているメンバー1名を指名する。座れなかったメンバーと指名されたメンバーでミニゲームを行い、負けたほうが失格となる。
優勝者は「NMB48イス取り女王」となり、王冠とタスキが与えられる。
一致団結で答えを合わせろ!NMBマッチング!
2チームに分かれて対決。出されたお題の回答をチーム全員で一致すれば成功。より多く成功となったチームが勝利となる。
おもしろ解答を考えて大喜利で笑わせろ!
メンバーが各種お題で大喜利に挑戦。一番おもしろかったメンバーをMCが判定する。
お題には「フリップ大喜利」「即答大喜利」「シチュエーション大喜利」「あいうえお作文」等がある。
伝言ゲーム!お口の動きで読み取って
メンバーがヘッドホンを付け、口の動きだけでお題となる文章を伝言していく。
カードを揃えて回避せよ!罰ゲーム神経衰弱!
2チームに分かれ、神経衰弱を行う。カードには罰ゲームの内容が書かれており、揃えられなければ先にめくったカードの罰ゲームをチーム全員が受けなければならない。カードの中にはMCやアシスタントの写真が印刷されたものもあり、その者にちなんだ罰ゲームが用意されている。
コイツには負けへんで!タイマン6番勝負
メンバーが3名ずつの2チームに分かれ、お笑い・体力・学力・ゲーム等で1対1の6番勝負を行う。
メンバーならわかって当たり前!NMB48イントロドン!
NMB48の楽曲で早押しのイントロクイズを行う。
○○を喜ばせよう!胸キュンシチュエーション
MCとメンバーが1対1で、お題のシチュエーションに沿って演技を行い、メンバーが演技中の一言でMCを胸キュンさせる。

## ニックネームの命名(MVP)
番組の最後に、番組を通して最も活躍したNMB48メンバーへ賞が与えられ、同時にニックネームがMCによって命名される。命名されたニックネームは次回の出演時に名札にされ、本来の名札と併せて着用される。
賞の名称はMCによって変わり、ロングコートダディからは「今日の宝物」として授賞され、堂前によってニックネームが命名される。
MCがダイアンのときは「MGP」として西澤によって命名、見取り図のときは「今日のあたおか」としてリリーによって命名された。

## 夜方NMB48
『夜方NMB48』（よるがた エヌエムビーフォーティーエイト）は、2016年9月29日から開催されているバラエティ番組。「夕方NMB48」放送日の夜に不定期(概ね月1回)で開催されている。
番組タイトルのロゴ表記は『夜方NMB48 (You'll got NMB48)』。
「夕方NMB48」同様、大阪「YES THEATER」で開催。
出演者はNMB48メンバーのみで、6名が出演。若手メンバー中心の「夕方NMB48」とは異なりベテランメンバーも多く出演し、舞台裏に関するトークやメンバー発案の企画が行われる。
番組開始当初からKawaiianTVで放送されていたが、KawaiianTVの閉局に伴い、2019年11月28日の開催分をもって放送が終了。翌月の12月26日からはタイトルを『夜方NMB48+』に改題し、劇場観覧のみで開催されている。
タイトル改題後は劇場イベントとして開催されていたため、放送はされていなかったが、新型コロナウイルスの影響により2020年3月19日はNMB48劇場から無観客で行われ、「新YNN NMB48 CHANNEL」で生配信された。2020年4月以降は行われていないため、この回が事実上の最終回となっている。後に「夕方NMB48+」のリニューアル番組として開始された番組「メラメラNMB48」では、本番組で行われていたコーナー企画が形を変えて行われている。
観覧チケットは「夕方」と「夜方」で別扱い。「夕方」は平日の夕方の放送のため、日中勤務者の番組観覧が困難で劇場が満席になる事はあまりないが(定員の半数程度の事が多い)、『夜方』は仕事帰りでの観覧や隣接するNMB48劇場での公演の鑑賞後にも立ち寄れるという好条件もあり、初回の放送から観覧チケットが前売り段階で完売し、満席が続いている。

### 主なコーナー
裏でこんな事起きてました!NMB48楽屋ニュース
舞台裏で起こったハプニングなどのエピソードトークを、MC担当以外の出演メンバーが各自発表。最後に、一番衝撃的なエピソードトークをしたメンバーがMCメンバーによって選ばれる。
メンバープレゼンツ
番組の後半は、出演メンバーが発案した企画が行われる。1回の番組中に2名の企画が採用される。

## 昼方NMB48+
『昼方NMB48+』（ひるがた エヌエムビーフォーティーエイト プラス）は、2019年12月26日から開催されているバラエティ番組。「夕方NMB48+」放送日の昼に開催されている。KawaiianTV閉局に伴い終了した「ロケ方NMB48」に代わって開始された。
番組タイトルのロゴ表記は『昼ロケ方NMB48+PLUS』（「ロケ」の部分はバツで取り消し）。
「夕方NMB48」同様、大阪「YES THEATER」で開催。
出演するNMB48メンバーは、中堅以上のメンバー2名と若手メンバー4名。先輩メンバーが後輩メンバーの魅力を引き出したり、悩みや質問に答える番組。
MCは「ロケ方NMB48」に引き続きネイビーズアフロが務める。
当初は劇場イベントとして開催されていたため、放送はされていなかったが、新型コロナウイルスの影響により2020年3月19日はNMB48劇場から無観客で、4月16日から10月29日まではZoomを用いたリモート出演番組が「新YNN NMB48 CHANNEL」で配信された。
2020年11月12日からは「夕方NMB48+」と同じ媒体で公開生放送されている。
開催時間が前後することが間々あり、「夕方NMB48+」後の夜に開催されることもある。
2020年10月29日はネイビーズアフロのスケジュールの事情により、当日昼に収録されたものが夜に配信された。
2017年3月11日に京セラドーム大阪で開催されたイベント『「誰かのために」プロジェクト』内で、「夕方NMB48」のスピンオフ企画として「昼方!?NMB48」が開催され、後日KawaiianTVで放送されたが、本番組とは直接関係はない。
「夕方NMB48+」同様、2023年3月16日の開催をもって番組が終了。未放送だった期間を含め、約3年3ヶ月の歴史に幕を閉じた。

### 主なコーナー
これってどういうこと?みながわSNSチェック!
ネイビーズアフロみながわが事前に出演メンバーのSNSをチェックし、気になった点を指摘する。
先輩、教えて下さい!私たち悩んでます
後輩メンバーが一人ずつお悩みを発表し、先輩メンバーがネイビーズアフロと共に悩みを解決する。
安心して下さい!先輩助けまっせ!
後輩メンバー4名がお笑いに関するクイズに挑戦。全員正解できなければ先輩メンバーが罰ゲームを受ける。
はじりのスポットライト
番組の最後に、番組を通してネイビーズアフロはじりの印象に残ったメンバーが一人選ばれる。選ばれたメンバーには、はじりが考えたギャグが伝授される。

## 放送日程

### 夕方NMB48
名前の末尾に☆があるメンバーはMVP受賞者。△があるメンバーは同じ日に放送の『夜方NMB48』にも出演。
| 2015年 | 2015年   | 2015年       | 2015年                                             | 2015年 |
| 回     | 放送日   | アシスタント | 他の出演メンバー                                   | 備考 |
| ------ | -------- | ------------ | -------------------------------------------------- | --- |
| 01     | 10月8日  | 植田碧麗     | 内木志、石田優美、井尻晏菜、林萌々香、黒川葉月     | |
| 02     | 11月5日  | 久代梨奈     | 石塚朱莉、山尾梨奈、武井紗良、明石奈津子、西村愛華 | 「激クサ靴下」が初登場。明石が誰も聞いたことのないうめき声をあげるなど猛威を振るった。                                                          |
| 03     | 11月19日 | 石塚朱莉     | 植村梓、鵜野みずき、武井紗良、古賀成美、西澤瑠莉奈 | ダイアンに代わりスマイルが司会。 石塚がカエルを触らさせられる事になり大絶叫する。西澤瑠莉奈は自宅にカエルなどをたくさん飼っている為平気だった。 |
| 04     | 12月3日  | 黒川葉月     | 日下このみ、井尻晏菜、大段舞依、松岡知穂、植田碧麗 | |
| 05     | 12月17日 | 植村梓       | 太田夢莉、久代梨奈、城恵理子、山尾梨奈、森田彩花   | ゲストにすち子&真也 |

| 2016年 | 2016年   | 2016年       | 2016年                                                      | 2016年 |
| 回     | 放送日   | アシスタント | 他の出演メンバー                                            | 備考 |
| ------ | -------- | ------------ | ----------------------------------------------------------- | --- |
| 06     | 1月14日  | 林萌々香     | 太田夢莉、川上千尋、磯佳奈江、黒川葉月、西村愛華            | |
| 07     | 1月25日  | 久代梨奈     | 中野麗来、武井紗良、井尻晏菜、松村芽久未、上枝恵美加        | 初代イス取り女王に久代。 |
| 08     | 2月11日  | 中野麗来     | 石田優美、石塚朱莉、山尾梨奈、西澤瑠莉奈、大段舞依          | |
| 09     | 2月25日  | 西村愛華     | 城恵理子、古賀成美、明石奈津子、松岡知穂、植田碧麗          | 西村がNMB48卒業前最後の出演、ゲストに大阪☆春夏秋冬 |
| 10     | 3月10日  | 植村梓       | 城恵理子、武井紗良、山尾梨奈、石塚朱莉、松村芽久未          | |
| 11     | 3月24日  | 明石奈津子   | 森田彩花、武井紗良、上枝恵美加、大段舞依、松岡知穂          | ゲストにSO.ON project |
| 12     | 4月7日   | 黒川葉月☆    | 内木志、石田優美、古賀成美、林萌々香、磯佳奈江              | この回よりMGP受賞者が選ばれるようになった。 |
| 13     | 4月21日  | 久代梨奈     | 植村梓、松村芽久未、鵜野みずき☆、中野麗来、堀詩音           | 2代目イス取り女王に中野。 |
| 14     | 5月12日  | 川上千尋     | 日下このみ、西澤瑠莉奈、井尻晏菜、城恵理子☆、村中有基       | |
| 15     | 5月19日  | 黒川葉月     | 林萌々香、上枝恵美加、大段舞依、磯佳奈江、植田碧麗          | ダイアン津田生誕祭が行われた。 「MGP」の発表はなし。 |
| 16     | 6月2日   | 山尾梨奈     | 石田優美☆、須藤凜々花、西澤瑠莉奈、古賀成美、西仲七海       | 「声」という漢字を書き間違えたという理由で石田がMGP受賞。 山尾が「かわいいポーズ」を披露するが、あまりにも突然にしたため、観覧客の全員が無反応だった。                                                                                  |
| 17     | 6月9日   | 井尻晏菜     | 内木志、日下このみ、大段舞依、古賀成美、松岡知穂            | ゲストに学天即。学天即・四条がMGP受賞。 |
| 18     | 6月30日  | 武井紗良     | 鵜野みずき☆、西澤瑠莉奈、明石奈津子、松村芽久未、森田彩花   | 鵜野が番組中に再びダイアン津田から出入り禁止と言われる。 |
| 19     | 7月7日   | 植田碧麗     | 川上千尋、中野麗来、上枝恵美加、植村梓☆、安田桃寧           | においだけで物を推理するコーナーで植村が品の良くない回答をした事で植村がMGP受賞。 |
| 20     | 7月28日  | 城恵理子     | 久代梨奈、武井紗良、山尾梨奈、古賀成美、本郷柚巴            | 大喜利コーナーでダイアン西澤がみぃーき(鵜野)の名前をネタに使った回答を連発する。 「MGP」の発表はなし。 |
| 21     | 8月4日   | 黒川葉月     | 堀詩音☆、村中有基、安田桃寧、安藤愛璃菜、西仲七海、本郷柚巴 | ドラフト2期生が揃って出演したが、若いメンバー同士が生放送中に口げんかを始めたり、 ダイアン津田が「なーみ」(西仲)を「みぃーき」と(ネタではなく)本気で呼び間違えるなど これまでで最も混乱した回となった。 終始挙動不審だった堀がMGP受賞。 |
| 22     | 9月1日   | 古賀成美     | 石田優美☆、植村梓、松村芽久未、明石奈津子、石塚朱莉         | 古賀に足がくさいと言われたため石田が受賞。(石田は古賀の足の方がくさいと反論した) |
| 23     | 9月8日   | 林萌々香     | 川上千尋、磯佳奈江☆、内木志、日下このみ、大段舞依           | 内木が普段しない謎の中国拳法のポーズを連発したが、ダイアン西澤には不評だった。 |
| 24     | 9月29日  | 植田碧麗☆    | 久代梨奈△、井尻晏菜△、武井紗良、中野麗来、黒川葉月          | 植田がNMB48卒業前最後の出演。 |
| 25     | 10月6日  | 加藤夕夏     | 石田優美、城恵理子、西澤瑠莉奈、本郷柚巴☆、西仲七海         | 大喜利コーナーで積極的に発言したり全力でモノマネをした本郷の頑張りに対してMGPが贈られた。 |
| 26     | 10月20日 | 鵜野みずき☆  | 植村梓、大段舞依、林萌々香、中野麗来、森田彩花              | この回すべてが鵜野にまつわるコーナーである「みぃーきスペシャル」が行われた。 |
| 27     | 11月17日 | 堀詩音       | 久代梨奈、明石奈津子、石塚朱莉、古賀成美、武井紗良☆         | 武井が昔「氷の武井」と呼ばれていたという話から、MGPのニックネームとして改めて贈られた。 |
| 28     | 11月24日 | 磯佳奈江☆△   | 山尾梨奈△、林萌々香、井尻晏菜、上枝恵美加、中野麗来         | 3代目イス取り女王に磯。この回全体で活躍した磯がMGP受賞。 |
| 29     | 12月1日  | 黒川葉月☆    | 日下このみ、久代梨奈、井尻晏菜、上枝恵美加、石塚朱莉        | 黒川がNMB48卒業前最後の出演。 |
| 30     | 12月15日 | 石田優美     | 城恵理子、磯佳奈江☆、武井紗良、堀詩音、本郷柚巴             | ダイアンに代わりギャロップが司会。 大喜利コーナーで磯が挙手してもあてられなかったことを申し訳なく感じ、MGHPが贈られた。 |

| 2017年 | 2017年   | 2017年       | 2017年                                                            | 2017年 |
| 回     | 放送日   | アシスタント | 他の出演メンバー                                                  | 備考 |
| ------ | -------- | ------------ | ----------------------------------------------------------------- | --- |
| 31     | 1月12日  | 薮下柊       | 鵜野みずき☆、太田夢莉、堀詩音、山尾梨奈、安藤愛璃菜               | 薮下が夕方NMB48初登場&NMB48卒業前最後の出演。 |
| 32     | 1月26日  | 内木志△      | 川上千尋☆、植村梓△、古賀成美、松村芽久未、安田桃寧                | |
| 33     | 2月9日   | 日下このみ   | 林萌々香、石塚朱莉、久代梨奈、梅山恋和☆、水田詩織                 | |
| 34     | 2月23日  | 渋谷凪咲     | 明石奈津子、石田優美、西澤瑠莉奈、中野麗来、藤江れいな☆、村中有基 | 公式で中野と間違って掲載された藤江が急遽追加出演。その為、いつもより一人多い。 「KANSAI白書」の告知に訪れた太田奈緒、永野芹佳(AKB48 チーム8)がゲスト参加。 |
| 35     | 3月9日   | 須藤凜々花☆  | 城恵理子、古賀成美、井尻晏菜、山尾梨奈、溝川実来                  | 足つぼ縄跳びで須藤の靴下が破れているのが発見されるハプニング。 4代目イス取り女王に溝川。 |
| 36     | 3月23日  | 磯佳奈江     | 林萌々香△、大段舞依☆、武井紗良、鵜野みずき、堀詩音                | 3月14日がダイアン西澤の誕生日のため、全編「西澤生誕祭」が行われた。 |
| 37     | 4月6日   | 堀詩音☆      | 西仲七海、本郷柚巴、安藤愛璃菜、安田桃寧、村中有基                | ドラフト2期生回(第21回)の「リベンジ」が行われた。 |
| 38     | 4月20日  | 山尾梨奈     | 明石奈津子、石田優美、武井紗良、山本彩加☆、山田寿々               | |
| 39     | 5月4日   | 内木志       | 古賀成美、日下このみ、林萌々香、堀詩音☆、山本彩加                 | |
| 40     | 5月18日  | 久代梨奈     | 城恵理子☆、植村梓、松村芽久未、梅山恋和、上西怜                   | 5月27日がダイアン津田の誕生日のため「津田さん!私を推しメンにどうですか?SP」と題し、 全編津田にまつわるコーナーが行われた。 |
| 41     | 6月1日   | 渋谷凪咲△    | 鵜野みずき☆、加藤夕夏☆△、日下このみ、上枝恵美加、安田桃寧         | 鵜野が全コーナーでボケ続けダイアン両名に「作家付いてる!?」、「(一人だけ)リハしてるやろ!」と怒涛のツッコミを受ける。 「クイズ!私の数字はなんでしょう?」に至ってはコーナー出禁を言い渡されてしまった。 総選挙速報の順位差ネタのためMGPが加藤＆鵜野の二名となった。 |
| 42     | 6月15日  | 山尾梨奈     | 川上千尋☆、西仲七海、村中有基、井尻晏菜、城恵理子                 | 西仲&村中の卒業に伴い「ラストダンス スペシャル!」と題し、二人を特集したコーナーが多く展開された。 |
| 43     | 6月29日  | 植村梓       | 林萌々香、石塚朱莉、日下このみ、明石奈津子、武井紗良☆             | 舞台で4か月ぶりの登場となった石塚の「謹慎してました～」というネタに、ダイアン津田が「微妙な時期にいらんこと言うな～」と優しくツッコミ笑いを生む。 |
| 44     | 7月13日  | 井尻晏菜     | 上枝恵美加△、石塚朱莉、加藤夕夏、磯佳奈江△、安田桃寧              | 上枝卒業に伴い「上枝チルドレン スペシャル」と題し、上枝ゆかりのメンバーが集められた。 |
| 45     | 7月27日  | 内木志       | 古賀成美☆、堀詩音、上西怜、森田彩花、山尾梨奈                     | |
| 46     | 8月10日  | 大段舞依     | 鵜野みずき、石田優美、西澤瑠莉奈、林萌々香、明石奈津子☆           | |
| 47     | 8月24日  | 山尾梨奈△    | 本郷柚巴、山本彩加、梅山恋和、中川美音、溝川実来☆                 | 山尾+中学生メンバーが集められ「ちびっこ大集合スペシャル」が開催 若いメンバーが集まったとき恒例のカオスな回となった。 5代目イス取り女王に山本。 足を嗅ぐ流れで溝川・梅山の靴下に穴が空いているのが発見されるハプニング。                                          |
| 48     | 9月7日   | 磯佳奈江     | 川上千尋、堀詩音△、安田桃寧☆、山田寿々、小嶋花梨                  | |
| 49     | 9月21日  | 加藤夕夏     | 武井紗良、植村梓、堀詩音、清水里香、岩田桃夏☆                     | 5期生では最後となる岩田&清水の二人が初出演。 しかし岩田はダイアン津田に愛称の「ももるん」を「もるるん」と、何度も呼び間違えられてしまった。 |
| 50     | 10月5日  | 梅山恋和☆    | 鵜野みずき、古賀成美、山尾梨奈、植村梓、堀詩音                    | 番組の3年目突入を記念し「3年目突入記念SP」が行われた。 |
| 51     | 10月19日 | 上西怜       | 鵜野みずき、石塚朱莉△、川上千尋☆、大段舞依△、水田詩織             | |
| 52     | 11月2日  | 安田桃寧     | 渋谷凪咲☆、森田彩花、明石奈津子、安藤愛璃菜、岩田桃夏             | 4期生チームと後輩チームに分かれ対決企画、「先輩!もう旬過ぎてまっせ 下剋上スペシャル」が行われた。 |
| 53     | 11月16日 | 山田寿々     | 日下このみ、中野麗来☆、大段舞依△、川上千尋、山尾梨奈△             | |
| 54     | 11月30日 | 山本彩加     | 城恵理子☆、井尻晏菜、内木志、植村梓、中川美音                     | 6代目イス取り女王に山本。 |
| 55     | 12月14日 | 水田詩織☆    | 鵜野みずき、西澤瑠莉奈、武井紗良、安田桃寧、上西怜                | 「寒さを笑いで吹っ飛ばせスペシャル!」が行われた。 水田のモノボケに使用された鵜野が罰ゲーム担当になり涙してしまう場面も。 |
| 56     | 12月28日 | 久代梨奈△    | 林萌々香△、本郷柚巴、梅山恋和、中川美音、溝川実来☆                | 中学生メンバーに林と久代を加えた「ちびっこプチ集合スペシャル」が実施。 |

| 2018年 | 2018年   | 2018年       | 2018年                                                  | 2018年 |
| 回     | 放送日   | アシスタント | 他の出演メンバー                                        | 備考 |
| ------ | -------- | ------------ | ------------------------------------------------------- | --- |
| 57     | 1月11日  | 植村梓       | 井尻晏菜、明石奈津子、山尾梨奈、清水里香☆、城恵理子     | 「戌年!何でもナンバーワンSP」が行われた。 新年1発目とあってMGPを獲得した清水には番組特製福袋が贈られた。            |
| 58     | 1月25日  | 西澤瑠莉奈△  | 古賀成美、鵜野みずき△、石塚朱莉、渋谷凪咲、大段舞依☆    | |
| 59     | 2月8日   | 溝川実来☆    | 武井紗良、堀詩音、梅山恋和、水田詩織、清水里香          | 内木志が体調不良のため清水が代理参加。                                                                              |
| 60     | 2月22日  | 安藤愛璃菜   | 加藤夕夏☆、川上千尋、内木志、磯佳奈江、安田桃寧         | 3月いっぱいでダイアンが番組MCを卒業することが発表された。 一度も貰っていないという事で安藤にもMGPネームが贈られた。 |
| 61     | 3月8日   | 山田寿々     | 古賀成美☆、石田優美、林萌々香、日下このみ、大段舞依     | ダイアンのピンチヒッターで学天即が臨時MCを担当した。                                                                |
| 62     | 3月22日  | 鵜野みずき   | 林萌々香△、西澤瑠莉奈、渋谷凪咲、山尾梨奈△、大段舞依    | 2年半MCを務めたダイアン卒業に伴い2人の卒業公演が行われた。 「MGP」には全員が選ばれた。                              |
| 63     | 4月5日   | 堀詩音       | 林萌々香、日下このみ、渋谷凪咲☆、山尾梨奈、大段舞依     | この回より、MCが見取り図が担当になり、「MGP」が「今日のあたおか」に変更された                                       |
| 64     | 4月19日  | 武井紗良△    | 石田優美、石塚朱莉△、山尾梨奈、安田桃寧、山田寿々☆      | |
| 65     | 5月3日   | 内木志       | 川上千尋、本郷柚巴、安田桃寧、安藤愛璃菜☆、梅山恋和     | |
| 66     | 5月17日  | 梅山恋和     | 加藤夕夏△、石塚朱莉△、上西怜、岩田桃夏、水田詩織☆△      | |
| 67     | 6月14日  | 日下このみ   | 石田優美☆、鵜野みずき、古賀成美、林萌々香、大段舞依     | 総選挙不出馬メンバー回                                                                                              |
| 68     | 6月28日  | 内木志△      | 渋谷凪咲△、川上千尋△、堀詩音☆△、小嶋花梨、岩田桃夏      | |
| 69     | 7月12日  | 山尾梨奈     | 本郷柚巴、岩田桃夏、小嶋花梨、梅山恋和☆、山田寿々       | |
| 70     | 7月26日  | 内木志△      | 本郷柚巴、堀詩音、安藤愛璃菜☆、小嶋花梨△、山田寿々      | えーりん卒業SP回 |
| 71     | 8月9日   | 大段舞依     | 鵜野みずき☆、古賀成美、林萌々香、日下このみ、明石奈津子 | |
| 72     | 8月23日  | 山尾梨奈     | 磯佳奈江、中川美音、水田詩織、山崎亜美瑠、河野奈々帆☆   | 台風の影響により予定されていた夜方NMBが中止になった                                                                 |
| 73     | 9月6日   | 安田桃寧     | 石田優美☆、加藤夕夏、川上千尋、坂本夏海、佐藤亜海       | |
| 74     | 9月20日  | 林萌々香△    | 三田麻央☆、石塚朱莉△、日下このみ、井尻晏奈、堀詩音△     | |
| 75     | 10月4日  | 大段舞依     | 鵜野みずき、武井紗良、水田詩織、大田莉央奈☆、山本望叶   | |
| 76     | 11月1日  | 内木志△      | 本郷柚巴、小嶋花梨△、山本彩加、泉綾乃、前田令子☆        | |
| 77     | 11月29日 | 大段舞依     | 磯佳奈江、上西怜、中川美音、南羽諒☆、中野美来           | |
| 78     | 12月13日 | 山尾梨奈     | 森田彩花、梅山恋和、中川美音、塩月希依音☆、溝渕麻莉亜   | |
| 79     | 12月27日 | 小嶋花梨☆△   | 山本彩加、梅山恋和、岩田桃夏、上西怜、山田寿々          | |

| 2019年 | 2019年   | 2019年       | 2019年                                                   | 2019年 |
| 回     | 放送日   | アシスタント | 他の出演メンバー                                         | 備考 |
| ------ | -------- | ------------ | -------------------------------------------------------- | --- |
| 80     | 1月10日  | 山尾梨奈☆    | 鵜野みずき、堀詩音、本郷柚巴、大段舞依、大澤藍           | MC見取り図、盛山の生誕祭が行われ、あたおか受賞者の山尾には盛山生誕Tシャツが贈られた。 安部若菜が体調不良のため本郷柚巴が代理参加。              |
| 81     | 1月24日  | 小嶋花梨     | 林萌々香☆、日下このみ☆、安部若菜、泉綾乃、河野奈々帆     | 日下このみが最後の出演初のあたおか受賞者が複数名となった                                                                                        |
| 82     | 2月7日   | 前田令子     | 三田麻央☆、 林萌々香☆、古賀成美、杉浦琴音、大澤藍        | 三田麻央、林萌々香が最後の出演。 MCが見取り図に代わってから古賀成美が初の出禁となった。                                                         |
| 83     | 2月21日  | 本郷柚巴     | 塩月希依音、南羽諒☆、新澤菜央、菖蒲まりん、中川美音      | |
| 84     | 3月7日   | 安田桃寧     | 鵜野みずき、石塚朱莉☆、堀詩音、佐藤亜海、堀ノ内百香      | |
| 85     | 3月21日  | 岩田桃夏☆    | 清水里香△、山本彩加、上西怜、山田寿々、中川美音          | ももるん卒業五期生SP回 |
| 86     | 4月4日   | 川上千尋     | 岩田桃夏☆、水田詩織、久代梨奈、安田桃寧、山尾梨奈、      | 岩田桃夏が最後の出演 |
| 87     | 4月18日  | 堀詩音       | 城恵理子☆△、本郷柚巴、山田寿々、中川美音、塩月希依音     | |
| 88     | 5月2日   | 小嶋花梨     | 城恵理子☆、加藤夕夏、山本望叶、南羽諒、南波陽向          | 城恵理子が最後の出演 |
| 89     | 5月16日  | 大段舞依△    | 石田優美、石塚朱莉、梅山恋和、大段結愛☆、小川結夏        | |
| 90     | 6月13日  | 大段舞依     | 磯佳奈江☆、内木志、武井紗良、本郷柚巴、小林莉奈          | MC見取り図、リリーのリリポン兄さん生誕祭が行われ、あたおか受賞者の磯にはリリポン生誕Ｔシャツが贈られた。                                        |
| 91     | 6月27日  | 上西怜       | 加藤夕夏☆△、塩月希依音、大田莉央奈、貞野遥香、横野すみれ | |
| 92     | 7月11日  | 石塚朱莉☆    | 前田令子、中野美来、菖蒲まりん、出口結菜、原かれん       | 見取り図に代わりネイビーズアフロがMCを担当 |
| 93     | 7月25日  | 安田桃寧     | 鵜野みずき、古賀成美△、渋谷凪咲☆△、岡本怜奈、北村真菜    | 古賀成美の出禁が解除される |
| 94     | 8月8日   | 山尾梨奈     | 安田桃寧、大田莉央奈、貞野遥香、出口結菜、三宅ゆりあ☆    | |
| 95     | 8月22日  | 梅山恋和     | 中川美音、山田寿々、塩月希依音、泉綾乃、南羽諒           | 盛山に代わりヘンダーソン子安がMCを担当。「今日のあたおか」受賞者となった。メンバー以外があたおか受賞者に選ばれたのは初。                        |
| 96     | 9月5日   | 久代梨奈☆    | 鵜野みずき、井尻晏菜、上西怜、横野すみれ、中野美来       | |
| 97     | 9月19日  | 大段舞依☆    | 渋谷凪咲、川上千尋、森田彩花、明石奈津子、山尾梨奈       | 4期生大集合スペシャル。 |
| 98     | 10月17日 | 佐藤亜海     | 河野奈々帆☆、坂本夏海、小林莉奈☆、横野すみれ、貞野遥香   | |
| 99     | 10月31日 | 谷川愛梨     | 清水里香、山田寿々☆、塩月希依音、南羽諒、三宅ゆりあ      | |
| 100    | 11月14日 | 前田令子     | 古賀成美☆、石塚朱莉、堀詩音、水田詩織、堀ノ内百香        | |
| 101    | 11月28日 | 山尾梨奈☆    | 渋谷凪咲、安田桃寧、本郷柚巴、塩月希依音、山本望叶       | 番組終盤には鵜野みずきが出演。 Kawaiiantv終了に伴い最終回として放送されたが、翌月から「夕方NMB48+」として引き続き生放送されることが発表された。 |

### 夕方NMB48+
名前の末尾に☆があるメンバーはMVP受賞者。
| 2019-2020年 | 2019-2020年    | 2019-2020年  | 2019-2020年                                             | 2019-2020年 |
| 回          | 放送日         | アシスタント | 他の出演メンバー                                        | 備考 |
| ----------- | -------------- | ------------ | ------------------------------------------------------- | --- |
| 1           | 2019年12月26日 | 川上千尋     | 村瀬紗英☆、石田優美、山田寿々、中川美音、山本彩加       | |
| 2           | 2020年1月9日   | 山尾梨奈☆    | 白間美瑠、本郷柚巴、南羽諒、堀ノ内百香、三宅ゆりあ      | 改題前の「夕方NMB48」には出演がなかった1期生が初登場。                                                                            |
| 3           | 2020年2月20日  | 安田桃寧     | 渋谷凪咲、泉綾乃、山崎亜美瑠、杉浦琴音☆、出口結菜       | |
| 4           | 2020年3月19日  | 塩月希依音   | 石塚朱莉、山田寿々、安部若菜、中野美来☆、南波陽向       | NMB劇場から無観客配信（ニコニコチャンネル 新YNN NMB48 CHANNEL）                                                                   |
| 5           | 2020年4月16日  | 小嶋花梨     | 山本彩加☆、梅山恋和、南羽諒、貞野遥香、原かれん         | リモート配信（ニコニコチャンネル 新YNN NMB48 CHANNEL）。 小嶋以外は冒頭覆面を被って出演し、見取り図がどのメンバーかを当てていた。 |
| 6           | 2020年5月14日  | 山本望叶     | 石田優美、鵜野みずき、安田桃寧☆、河野奈々帆、堀ノ内百香 | リモート配信（ニコニコチャンネル 新YNN NMB48 CHANNEL）                                                                            |
| 7           | 2020年6月11日  | 石塚朱莉     | 村瀬紗英、加藤夕夏、清水里香、中川美音、菖蒲まりん☆     | リモート配信（ニコニコチャンネル 新YNN NMB48 CHANNEL）                                                                            |
| 8           | 2020年7月9日   | 白間美瑠     | 東由樹☆、森田彩花、上西怜、塩月希依音、横野すみれ       | レッスン場から無観客配信（ニコニコチャンネル 新YNN NMB48 CHANNEL）                                                                |
| 9           | 2020年8月6日   | 川上千尋     | 水田詩織、山田寿々、山本望叶、坂本夏海☆、南波陽向       | NMB48劇場から無観客配信（ニコニコチャンネル 新YNN NMB48 CHANNEL）                                                                 |
| 10          | 2020年9月3日   | 小嶋花梨     | 吉田朱里☆、渋谷凪咲、中野美来、小川結夏、出口結菜       | レッスン場から無観客配信（ニコニコチャンネル 新YNN NMB48 CHANNEL）                                                                |
| 11          | 2020年10月29日 | 川上千尋☆    | 石塚朱莉、本郷柚巴、梅山恋和、前田令子、新澤菜央        | レッスン場から無観客配信（ニコニコチャンネル 新YNN NMB48 CHANNEL）                                                                |
| 12          | 2020年11月12日 | 白間美瑠     | 村瀬紗英、渋谷凪咲、上西怜、山本彩加、梅山恋和☆         | イエスシアターから約9ヶ月ぶり公開生放送（LINE LIVE VIEWING）                                                                      |
| 13          | 2020年12月10日 | 安田桃寧     | 吉田朱里☆、貞野遥香、出口結菜、和田海佑、早川夢菜       | イエスシアターから公開生放送（LINE LIVE VIEWING）                                                                                 |

| 2021年 | 2021年         | 2021年       | 2021年                                                                                     | 2021年 |
| 回     | 放送日         | アシスタント | 他の出演メンバー                                                                           | 備考 |
| ------ | -------------- | ------------ | ------------------------------------------------------------------------------------------ | --- |
| 14     | 2021年1月21日  | 南羽諒       | 渋谷凪咲、川上千尋、堀詩音、佐月愛果、隅野和奏                                             | イエスシアターから公開生放送（LINE LIVE VIEWING） 「今日のあたおか」には見取り図盛山が選ばれた。                                                                                |
| 15     | 2021年2月4日   | 上西怜       | 石田優美☆、鵜野みずき、加藤夕夏、塩月希依音、横野すみれ                                    | イエスシアターから公開生放送（LINE LIVE VIEWING） |
| 16     | 2021年3月4日   | 山本彩加     | 川上千尋、安田桃寧、小嶋花梨、南羽諒、出口結菜、渋谷凪咲、大段舞依／山尾梨奈（元メンバー） | 見取り図が今回で卒業することを発表。 渋谷凪咲、元メンバーの大段舞依、山尾梨奈がサプライズ出演。同じく元メンバーの古賀成美が電話出演した。 「今日のあたおか」は全員が選ばれた。  |
| 17     | 2021年4月15日  | 小嶋花梨     | 川上千尋、安部若菜、塩月希依音、眞鍋杏樹、黒田楓和☆                                        | MCのロングコートダディが初登場。MCの推しメンが発表され、3月にメンバーの写真を見て兎は鵜野みずき、堂前は菖蒲まりん推しだったが、兎は黒田楓和、堂前は変わらず菖蒲まりんとなった。 |
| 18     | 2021年6月10日  | 安田桃寧     | 鵜野みずき、安部若菜、貞野遥香、菖蒲まりん☆、平山真衣                                      | 兎の推しメンは鵜野みずき、堂前の推しメンは菖蒲まりん。 |
| 19     | 2021年7月22日  | 前田令子     | 白間美瑠☆、新澤菜央、杉浦琴音、原かれん、山崎亜美瑠                                        | 「NMB48海の日イベント祭り」の一部としてNMB48劇場で10:30から開催。 兎の推しメンが前田令子となった。                                                                              |
| 20     | 2021年7月22日  | 塩月希依音   | 梅山恋和、水田詩織☆、中川美音、本郷柚巴、南羽諒                                            | 「NMB48海の日イベント祭り」の一部としてNMB48劇場で13:00から開催 |
| 21     | 2021年8月19日  | 貞野遥香     | 河野奈々帆、塩月希依音、山本望叶、出口結菜☆、浅尾桃香                                      | 同日2回開催の第一部としてNMB48劇場で15:30から開催。 |
| 22     | 2021年8月19日  | 安田桃寧     | 鵜野みずき、前田令子、中野美来☆、菖蒲まりん、黒田楓和                                      | 同日2回開催の第二部としてNMB48劇場で18:00から開催。 兎の33歳の誕生日当日のため、兎生誕祭として兎の歴代推しメン（鵜野、前田、黒田）と堂前の推しメン菖蒲まりんが出演した。        |
| 23     | 2021年9月16日  | 新澤菜央     | 堀詩音、上西怜、安部若菜、泉綾乃、隅野和奏☆                                                | NMB48劇場で開催。 |
| 24     | 2021年10月14日 | 出口結菜     | 川上千尋、本郷柚巴☆、岡本怜奈、折坂心春、早川夢菜                                          | NMB48劇場で開催。 |
| 25     | 2021年11月25日 | 貞野遥香     | 梅山恋和☆、黒田楓和、中川美音、原かれん、南羽諒                                            | NMB48劇場で開催。 |
| 26     | 2021年12月27日 | 安田桃寧     | 加藤夕夏、渋谷凪咲、前田令子、南羽諒、佐月愛果☆                                            | 普段の開催曜日とは異なり、月曜日の19:30からNMB48劇場で開催。 |

| 2022年 | 2022年         | 2022年       | 2022年                                              | 2022年 |
| 回     | 放送日         | アシスタント | 他の出演メンバー                                    | 備考 |
| ------ | -------------- | ------------ | --------------------------------------------------- | --- |
| 27     | 2022年1月20日  | 貞野遥香     | 李始燕、塩月希依音、上西怜、眞鍋杏樹、和田海佑      | NMB48劇場で19:00から開催。 1月16日に32歳の誕生日を迎えた堂前の生誕祭が行われた。 「今日の宝物」の発表はなし。 |
| 28     | 2022年2月10日  | 南羽諒       | 石田優美☆、泉綾乃、加藤夕夏、平山真衣、山本望叶     | NMB48劇場で18:30から開催。 ロングコートダディに代わり、藤崎マーケットがMCを務めた。                           |
| 29     | 2022年3月10日  | 前田令子     | 上西怜、梅山恋和、安部若菜☆、山崎亜美瑠、塩月希依音 | 梅山恋和と山崎亜美瑠は卒業前ラスト出演。                                                                      |
| 30     | 2022年4月28日  | 出口結菜     | 山本望叶☆、岡本怜奈、佐月愛果、坂下真心、田中雪乃☆  | NMB48劇場で16:00から開催。 8期生が初登場。 「今日の宝物」には2名が選ばれた。                                  |
| 31     | 2022年5月26日  | 泉綾乃       | 鵜野みずき、前田令子☆、黒田楓和、龍本弥生、松野美桜 | NMB48劇場で開催。                                                                                             |
| 32     | 2022年6月23日  | 眞鍋杏樹     | 中川美音、水田詩織、浅尾桃香、坂田心咲☆、坂本理紗   | NMB48劇場で開催。 中川美音は卒業前ラスト出演。                                                                |
| 33     | 2022年8月18日  | 貞野遥香     | 渋谷凪咲、新澤菜央、平山真衣、桜田彩叶☆、池帆乃香   | ロングコートダディに代わり、カベポスターがMCを務めた。                                                        |
| 34     | 2022年9月15日  | 小嶋花梨☆    | 泉綾乃、瓶野神音、上西怜、隅野和奏、前田令子        | 19:30から開催。 ロングコートダディに代わり、マユリカがMCを務めた。                                            |
| 35     | 2022年10月13日 | 水田詩織     | 岡本怜奈、和田海佑、坂下真心☆、松岡さくら、黒島咲花 | |
| 36     | 2022年11月24日 | 出口結菜     | 上西怜、本郷柚巴、眞鍋杏樹☆、田中雪乃、桜田彩叶     | |

| 2023年 | 2023年        | 2023年       | 2023年                                                 | 2023年                                             |
| 回     | 放送日        | アシスタント | 他の出演メンバー                                       | 備考                                               |
| ------ | ------------- | ------------ | ------------------------------------------------------ | -------------------------------------------------- |
| 37     | 2023年1月19日 | 川上千尋     | 坂本理紗、塩月希依音、中野美来〇、福野杏実、松本海日菜 |                                                    |
| 38     | 2023年2月16日 | 小嶋花梨     | 石田優美☆、本郷柚巴、黒田楓和、平山真衣、坂田心咲      | ロングコートダディに代わりツートライブがMCを担当。 |
| 39     | 2023年3月16日 | 中野美来     | 川上千尋、塩月希依音、前田令子、眞鍋杏樹☆、坂下真心    | 最終回。                                           |

### 夜方NMB48
名前の末尾に△があるメンバーは同じ日に放送の『夕方NMB48』にも出演。
| 2016-2017年 | 2016-2017年    | 2016-2017年 | 2016-2017年                                                    | 2016-2017年 | 2016-2017年 |
| 回          | 放送日         | 司会        | 他の出演メンバー                                               | 備考 |             |
| ----------- | -------------- | ----------- | -------------------------------------------------------------- | --- | ----------- |
| 1           | 2016年9月29日  | 村瀬紗英    | 久代梨奈△、井尻晏菜△、沖田彩華、川上礼奈、薮下柊               | 沖田の謎のダンスは他のメンバーには不評だったが観覧客には「かわいい」と好評だった。                                                             |             |
| 2           | 2016年11月24日 | 山尾梨奈△   | 磯佳奈江△、東由樹、古賀成美、三田麻央、石塚朱莉                | 写真撮影対決で石塚は三田をモデルに撮影したが、内緒で山尾を撮影した写真の方が観覧客には好評だった。                                             |             |
| 3           | 2017年1月26日  | 植村梓△     | 内木志△、東由樹、矢倉楓子、谷川愛梨、山口夕輝                  | |             |
| 4           | 2017年3月23日  | 須藤凜々花  | 林萌々香△、古賀成美、川上礼奈、川上千尋、上西恵                | |             |
| 5           | 2017年4月20日  | 三田麻央    | 大段舞依、川上礼奈、上枝恵美加、井尻晏菜、磯佳奈江             | |             |
| 6           | 2017年6月1日   | 渋谷凪咲△   | 吉田朱里、石田優美、林萌々香、加藤夕夏△、川上千尋              | 渋谷が毎朝行っている「行ってらっしゃいなぎちゃん」のコンテストが行われ 優勝した加藤のネタが生放送の翌日、実際に渋谷のTwitterでツイートされた。 |             |
| 7           | 2017年7月13日  | 村瀬紗英    | 上枝恵美加△、沖田彩華、大段舞依、磯佳奈江△、武井紗良           | 上枝卒業に伴い上枝に関するコーナーが多く展開された。                                                                                           |             |
| 8           | 2017年8月24日  | 植村梓      | 城恵理子、谷川愛梨、矢倉楓子、山尾梨奈△、武井紗良              | |             |
| 9           | 2017年9月7日   | 三田麻央    | 木下百花、東由樹、谷川愛梨、古賀成美、堀詩音△                  | 木下卒業に伴い木下に関するコーナーが多く展開された。                                                                                           |             |
| 10          | 2017年10月19日 | 大段舞依△   | 村瀬紗英、石田優美、石塚朱莉△、加藤夕夏、植村梓                | |             |
| 11          | 2017年11月16日 | 山尾梨奈△   | 松村芽久未、川上礼奈、吉田朱里、加藤夕夏、大段舞依△            | 松村卒業に伴い松村に関するコーナーが多く展開された。                                                                                           |             |
| 12          | 2017年12月28日 | 武井紗良    | 三田麻央、古賀成美、林萌々香△、石塚朱莉、久代梨奈△、日下このみ | 放送は21時からだが劇場では20時30分から開演された。 「催眠術かけられスペシャリスト」として林がシークレットゲストで登場。                        |             |

| 2018年 | 2018年         | 2018年    | 2018年                                               | 2018年                                               | 2018年 |
| 回     | 放送日         | 司会      | 他の出演メンバー                                     | 備考                                                 |        |
| ------ | -------------- | --------- | ---------------------------------------------------- | ---------------------------------------------------- | ------ |
| 13     | 2018年1月25日  | 矢倉楓子  | 鵜野みずき△、東由樹、石田優美、西澤瑠莉奈△、三田麻央 | 2期生のみが集められ「全員2期生SP」が行われた         |        |
| 14     | 2018年2月22日  | 矢倉楓子  | 川上礼奈、谷川愛梨、古賀成美、林萌々香、三田麻央     | 矢倉卒業に伴い矢倉に関するコーナーが多く展開された。 |        |
| 15     | 2018年3月22日  | 林萌々香△ | 石田優美、東由樹、三田麻央、加藤夕夏、山尾梨奈△      |                                                      |        |
| 16     | 2018年4月19日  | 武井紗良△ | 東由樹、石塚朱莉△、明石奈津子、森田彩花、堀詩音      |                                                      |        |
| 17     | 2018年5月17日  | 磯佳奈江  | 谷川愛梨、石塚朱莉△、加藤夕夏△、久代梨奈、水田詩織△  |                                                      |        |
| 18     | 2018年6月28日  | 川上千尋△ | 鵜野みずき、東由樹、渋谷凪咲△、内木志△、堀詩音△      |                                                      |        |
| 19     | 2018年7月26日  | 大段舞依  | 古賀成美、石田優美、内木志△、磯佳奈江、小嶋花梨△     |                                                      |        |
| 20     | 2018年9月20日  | 石塚朱莉△ | 林萌々香△、村瀬紗英、武井紗良、内木志、堀詩音△       |                                                      |        |
| 21     | 2018年11月1日  | 小嶋花梨△ | 三田麻央、久代梨奈、内木志△、武井紗良、清水里香      |                                                      |        |
| 22     | 2018年11月29日 | 加藤夕夏  | 城恵理子、大段舞依△、森田彩花、磯佳奈江△、武井紗良   |                                                      |        |
| 23     | 2018年12月27日 | 村瀬紗英  | 日下このみ、林萌々香、川上千尋、小嶋花梨△、水田詩織  |                                                      |        |

| 2019年 | 2019年         | 2019年    | 2019年                                                | 2019年                                                                                           | 2019年 |
| 回     | 放送日         | 司会      | 他の出演メンバー                                      | 備考                                                                                             |        |
| ------ | -------------- | --------- | ----------------------------------------------------- | ------------------------------------------------------------------------------------------------ | ------ |
| 24     | 2019年1月24日  | 林萌々香△ | 日下このみ△、東由樹、谷川愛梨、井尻晏菜、久代梨奈     | 林萌々香と日下このみが最後の出演東由樹の提案により全員ツインテール                               |        |
| 25     | 2019年2月21日  | 古賀成美  | 溝渕麻莉亜、石塚朱莉、山尾梨奈、武井紗良、水田詩織    |                                                                                                  |        |
| 26     | 2019年3月21日  | 大段舞依  | 清水里香△、谷川愛梨、村瀬紗英、森田彩花、武井紗良     |                                                                                                  |        |
| 27     | 2019年4月18日  | 山尾梨奈  | 城恵理子△、東由樹、石田優美、古賀成美、鵜野みずき     |                                                                                                  |        |
| 28     | 2019年5月16日  | 小嶋花梨  | 原かれん、川上千尋、渋谷凪咲、大段舞依△、古賀成美     |                                                                                                  |        |
| 29     | 2019年6月27日  | 加藤夕夏△ | 新澤菜央、石田優美、村瀬紗英、森田彩花、小嶋花梨      | 石田優美と新澤菜央がグルグルバッドで対決中、石田のバッドが新澤の鼻に直撃し、新澤が途中で負傷退場 |        |
| 30     | 2019年7月25日  | 渋谷凪咲△ | 川上礼奈、古賀成美△、久代梨奈、川上千尋、水田詩織     |                                                                                                  |        |
| 31     | 2019年8月22日  | 山尾梨奈  | 横野すみれ、原かれん、川上礼奈、石塚朱莉、大段舞依    |                                                                                                  |        |
| 32     | 2019年9月5日   | 川上礼奈  | 菖蒲まりん、佐藤亜海、横野すみれ、久代梨奈△、山尾梨奈 |                                                                                                  |        |
| 33     | 2019年10月31日 | 川上千尋  | 森田彩花、谷川愛梨△、東由樹、石田優美、菖蒲まりん     |                                                                                                  |        |
| 34     | 2019年11月28日 | 小嶋花梨  | 古賀成美、鵜野みずき、谷川愛梨、加藤夕夏、水田詩織    | 最終回。翌月からは劇場観覧のみで「夜方NMB48+」が開催されている。                                 |        |

### 昼方NMB48+
| 2020-2021年 | 2020-2021年    | 2020-2021年                                                  | 2020-2021年 |
| 回          | 放送日         | 出演メンバー                                                 | 備考 |
| ----------- | -------------- | ------------------------------------------------------------ | --- |
| 1           | 2020年11月12日 | 安田桃寧、水田詩織、安部若菜、山本望叶、出口結菜、横野すみれ | 公開生放送の初回。19:30 から開催。 |
| 2           | 2020年12月10日 | 小嶋花梨、上西怜、山田寿々、眞鍋杏樹、平山真衣、黒田楓和     | 20:00から開催。 |
| 3           | 2021年1月21日  | 白間美瑠、石塚朱莉、泉綾乃、菖蒲まりん、浅尾桃香、瓶野神音   | |
| 4           | 2021年2月4日   | 本郷柚巴、梅山恋和、中野美来、新澤菜央、原かれん、小川結夏   | |
| 5           | 2021年3月4日   | 加藤夕夏、中川美音、南波陽向、折坂心春、佐月愛果、早川夢菜   | |
| 6           | 2021年4月15日  | 渋谷凪咲、上西怜、南羽諒、河野奈々帆、三宅ゆりあ、芳野心咲   | 19:30から無観客で開催。 |
| 7           | 2021年6月10日  | 川上千尋、石田優美、岡本怜奈、出口結菜、折坂心春、早川夢菜   | |
| 8           | 2021年9月16日  | 川上千尋、安田桃寧、南羽諒、山本望叶、佐月愛果、和田海佑     | NMB48劇場で開催。 ネイビーズアフロに代わり、女性お笑いコンビ・エルフがMCを担当。 メンバーの中で誰がギャルの要素があるのかを見極める「NMB48ギャル選手権」が行われた。 |
| 9           | 2021年10月14日 | 水田詩織、上西怜、塩月希依音、貞野遥香、菖蒲まりん、眞鍋杏樹 | NMB48劇場で開催。 前回に引き続きエルフがMCを担当。前回同様「NMB48ギャル選手権」が行われた。                                                                          |
| 10          | 2021年11月25日 | 小嶋花梨、安田桃寧、李始燕、河野奈々帆、中野美来、平山真衣   | NMB48劇場で開催。 |
| 11          | 2021年12月27日 | 本郷柚巴、杉浦琴音、安部若菜、塩月希依音、出口結菜、隅野和奏 | 普段の開催曜日とは異なり、月曜日の17:15からNMB48劇場で開催。 |

| 2022年 | 2022年         | 2022年                                                     | 2022年                                     |
| 回     | 放送日         | 出演メンバー                                               | 備考                                       |
| ------ | -------------- | ---------------------------------------------------------- | ------------------------------------------ |
| 12     | 2022年1月20日  | 杉浦琴音、山崎亜美瑠、泉綾乃、前田令子、南羽諒、山本望叶   | NMB48劇場で16:00から開催。                 |
| 13     | 2022年2月10日  | 小嶋花梨、新澤菜央、浅尾桃香、瓶野神音、黒田楓和、佐月愛果 | NMB48劇場で15:00から開催。                 |
| 14     | 2022年3月10日  | 川上千尋、原かれん、出口結菜、早川夢菜、隅野和奏、芳野心咲 |                                            |
| 15     | 2022年4月28日  | 南羽諒、貞野遥香、眞鍋杏樹、浅尾桃香、坂田心咲、桜田彩叶   | NMB48劇場で19:30から開催。 8期生が初登場。 |
| 16     | 2022年5月26日  | 堀詩音、出口結菜、和田海佑、瓶野神音、松岡さくら、福野杏実 | NMB48劇場で19:30から開催。                 |
| 17     | 2022年6月23日  | 本郷柚巴、中野美来、平山真衣、黒田楓和、坂下真心、田中雪乃 | NMB48劇場で19:30から開催。                 |
| 18     | 2022年8月18日  | 小嶋花梨、山本望叶、泉綾乃、隅野和奏、松野美桜、山本光     |                                            |
| 19     | 2022年9月15日  | 浅尾桃香、李始燕、鵜野みずき、佐月愛果、出口結菜、原かれん | 17:00から開催。                            |
| 20     | 2022年10月13日 | 堀詩音、中野美来、黒田楓和、桜田彩叶、福野杏実、龍本弥生   |                                            |
| 21     | 2022年11月24日 | 安部若菜、前田令子、浅尾桃香、佐月愛果、早川夢菜、坂下真心 |                                            |

| 2023年 | 2023年        | 2023年                                                       | 2023年 |
| 回     | 放送日        | 出演メンバー                                                 | 備考   |
| ------ | ------------- | ------------------------------------------------------------ | ------ |
| 22     | 2023年1月19日 | 岡本怜奈、加藤夕夏、隅野和奏、出口結菜、平山真衣、本郷柚巴   |        |
| 23     | 2023年2月16日 | 安部若菜、前田令子、中野美来、山本望叶、上西怜、浅尾桃香     |        |
| 24     | 2023年3月16日 | 本郷柚巴、水田詩織、安部若菜、早川夢菜、福野杏実、松岡さくら | 最終回 |